# Parcul Național Marojejy
Parcul Național Marojejy este un parc național din nord-estul Madagascarului. Acesta acoperă 55.500 ha (214 mi2) și este centrat pe Masivul Marojejy, un lanț muntos care se ridică la o altitudine de 2.132 m (6.995 ft). Accesul în zona din jurul masivului a fost limitat la oamenii de știință atunci când situl a fost deschis ca rezervație naturală strictă în 1952. În 1998, a fost deschis publicului când a fost transformat într-un parc național. A devenit parte a Patrimoniului Mondial cunoscut sub numele de Pădurile tropicale din Atsinanana în 2007. „Unic în lume, un loc de păduri tropicale dense, junglă pură de stânci înalte, și plante și animale nemaigăsite nicăieri altundeva pe pământ”, Parcul Național Marojejy a primit aprecieri în New York Times și Smithsonian Magazine pentru frumusețea sa naturală și biodiversitatea bogată care cuprinde membri pe cale de dispariție critică ai sifaka mătăsoasă. În acest scop, un consorțiu global de organizații de conservare, inclusiv Fundația pentru Conservarea Lemurului, Centrul Duke Lemur și Parcurile Naționale Madagascar, au încercat să promoveze programe de cercetare și conservare în Parcul Național Marojejy, învecinat Rezervația Anjanaharibe-Sud și Rezervația Privată Antanetiambo, pentru a proteja flora și fauna endemică care locuiesc în nord-estul Madagascarului. În plus, aceste organizații au pus în aplicare o varietate de inițiative comunitare pentru a atenua încălcarea umană a parcului, cum ar fi braconajul și exploatarea forestieră selectivă, prin încurajarea comunităților locale să se implice în împădurire și silvicultural inițiative de promovare a unei alternative durabile la minerit, agricultură slash-and-burn și colectarea lemnului.